# Idanha-a-Nova (freguesia)
Idanha-a-Nova (het nieuwe Idanha) is een plaats (freguesia) in de Portugese gemeente Idanha-a-Nova en telt 2519 inwoners (2001). De naam ontleent de stad aan het "oude" Idanha, ca. 15 km verderop gelegen. Die plaats heet sinds de bouw van de nieuwe stad Idanha-a-Velha. De plaats heeft de status Vila (middelgrote stad).